# Consorzio idrotermale di Telese Terme e San Salvatore Telesino

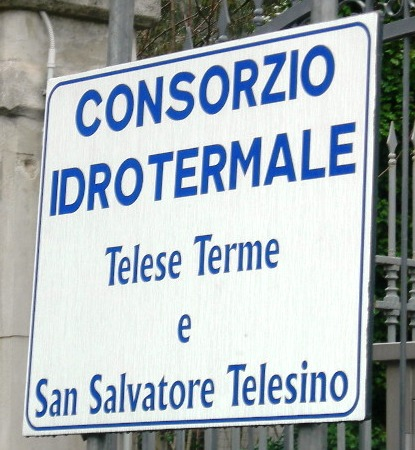

Il Consorzio idrotermale di Telese Terme e San Salvatore Telesino è l'organizzazione che gestisce le terme di Telese, sorgenti termali di acqua sulfurea divise tra i territori di San Salvatore Telesino e Telese Terme, nella valle Telesina, in provincia di Benevento.

## Storia
Tali terme hanno un'origine relativamente recente: un terremoto nel 1349 provocò la fuoriuscita delle sorgenti di acqua sulfurea e, dopo tempo, capirono gli effetti benefici dell'acqua per la cura della pelle, reumatismi, apparato respiratorio e digerente.
Solo nel 1856 le vere pozzanghere, pericolose, abbandonate, della miracolosa acqua, furono bonificate e la provincia di Terra di Lavoro, nel cui territorio si trovavano le sorgenti, costruì un piccolo stabilimento.
Più tardi, col passare del territorio di San Salvatore alla costituita provincia di Benevento, lo stabilimento passò a questa, e la gestione delle terme veniva ceduta ad impresari, che (per nulla compresa dall'importanza di queste acque) nulla fecero per migliorare, ingrandire o modernizzare stabilimenti.
Nel 1877, l'ingegnere Eduardo Minieri iniziò la valorizzazione del piccolo impianto ampliandolo e meglio attrezzandolo. Le acque furono conosciute ed apprezzate in Italia ed all'estero. Il primo ad apprezzarne le benefiche qualità curative fu il celebre geografo Leonardo da Capua.
Dopo la nascita del comune di Telese nel 1934, sorsero contese con San Salvatore Telesino concluse con la costituzione di un "Consorzio" nel 1957.
Il primo stabilimento dei Goccioloni fu seguito da un complesso più vasto, e oggi attrezzato, per aerosolterapie, cure idropiniche e altri tipi di terapie. Nelle terme si trovano, oltre al padiglione delle cure, un anfiteatro, un centro congressi, un giardino acquatico, un bar, un parco giochi, la Fonte Buvette e due piscine: "La Pera" ed i già citati Goccioloni. Le Terme di Telese sono meta di migliaia di turisti nella stagione estiva.
L'attività termale si svolge in parte nello stabilimento delle Terme di Telese, in concessione all'Impresa A. Minieri S.p.A.

## Caratteristiche
Le acque sono minerali sulfuree che contengono zolfo bivalente in stato di trasformazione permanente (simile a quello contenuto in tutte le cellule del corpo umano); inoltre la ricca presenza di anidride carbonica nello zolfo, facilita la circolazione sanguigna periferica in quanto provoca sulla cute la dilatazione dei capillari, a vantaggio dell'attività cardio-vascolare.